# Just Can’t Get Enough
«Just Can’t Get Enough» (в переводе с англ. — «Мне всё мало») — песня британской группы Depeche Mode, второй и последний сингл из их дебютного студийного альбома Speak & Spell, третий в дискографии группы. Вышел 7 сентября 1981 года. Первый сингл Depeche Mode, также выпущенный в США (18 февраля 1982 года). Последний сингл группы с участием Винса Кларка, позднее ушедшего из группы.

## О песне
Би-сайдом сингла стала инструментальная версия «Any Second Now». В альбом вошла версия с вокалом Мартина Гора, названная «Any Second Now (Voices)», а в Америке — песня Гора «Tora! Tora! Tora!».
Песня занимала восьмое место в официальных чартах синглов Великобритании, четвёртое место в чартах Австралии и двадцать шестое место в чартах US Hot Dance Music/Club Play.
«Just Can’t Get Enough» — первая песня Depeche Mode, на которую был снят видеоклип (режиссёр — Клайв Ричардсон).
Начиная с 2010 года, песню с изменёнными словами («When I see you Celtic, I go out of my head») можно услышать на матчах Шотландской Премьер-лиги в исполнении фанатов клуба Селтик. С 2011 года, очевидно, позаимствовав идею у шотландцев, «Just Can’t Get Enough» стали исполнять на стадионах английских футбольных клубов «Бернли» и «Болтон Уондерерс».
Песня заняла 349-е место в составленном журналом New Musical Express списке пятисот величайших песен всех времён.

## Списки композиций
Слова и музыка всех песен — написаны Винсом Кларком, за исключением «Tora! Tora! Tora!» (автор — Мартин Гор).
| №  | Название                | Длительность |
| -- | ----------------------- | ------------ |
| 1. | «Just Can’t Get Enough» | 3:41         |

| №  | Название         | Длительность |
| -- | ---------------- | ------------ |
| 1. | «Any Second Now» | 3:06         |

| №  | Название                             | Длительность |
| -- | ------------------------------------ | ------------ |
| 1. | «Just Can’t Get Enough» (Schizo Mix) | 6:41         |
| 2. | «Any Second Now» (Altered)           | 5:43         |

| №  | Название                             | Длительность |
| -- | ------------------------------------ | ------------ |
| 1. | «Just Can’t Get Enough»              | 3:42         |
| 2. | «Any Second Now»                     | 3:08         |
| 3. | «Just Can’t Get Enough» (Schizo Mix) | 6:45         |
| 4. | «Any Second Now» (Altered)           | 5:43         |

| №  | Название                | Длительность |
| -- | ----------------------- | ------------ |
| 1. | «Just Can’t Get Enough» | 3:42         |
| 2. | «Tora! Tora! Tora!»     | 4:23         |

## Чарты
| Чарт (1981—1982)                         | Позиция |
| ---------------------------------------- | ------- |
| Австралия (Kent Music Report)            | 4       |
| Бельгия / Фландрия (VRT Top 30)          | 11      |
| Великобритания (Official Charts Company) | 8       |
| Ирландия (IRMA)                          | 16      |
| Испания (AFYVE)                          | 15      |
| Новая Зеландия (Recorded Music NZ)       | 29      |
| США (Billboard Hot Dance Club Play)      | 26      |
| Франция (SNEP)                           | 31      |
| Швеция (Sverigetopplistan)               | 14      |

| Чарт (1985)                    | Позиция |
| ------------------------------ | ------- |
| Бельгия/Фландрия (Ultratop 50) | 8       |
| Нидерланды (Dutch Top 40)      | 5       |
| Нидерланды (Single Top 100)    | 10      |

| Чарт (2011)             | Позиция |
| ----------------------- | ------- |
| Official Charts Company | 26      |
| Official Charts Company | 74      |

| Чарт (2013)    | Позиция |
| -------------- | ------- |
| Франция (SNEP) | 146     |

| Страна | Сертификация |
| ------ | ------------ |
| BPI    | Серебро      |